# Arif Dirlik
Arif Dirlik ( /ˈɑːrifˈdiːrlik/ Turquia; 1940 - 01 de Dezembro de 2017) foi um historiador turco-americano que pesquisou sobre historia e ideologia política na China moderna, como também problemas da modernidade, globalização, crítica pós-colonial e anarquismo.  Dirlik recebeu um BSc em Engenharia Elétrica no Robert College, Istanbul, em 1964 e um PhD em História na University of Rochester em 1973.

## Biografia
Dirlik foi para os Estados Unidos para estudar ciências na Universidade de Rochester, mas desenvolveu um interesse pela história chinesa. Sua tese de doutorado sobre as origens da historiografia marxista na China, publicada pela University of California Press em 1978,  despertou o interesse pelo anarquismo chinês. Quando solicitado em 1997 a identificar as principais influências em sua obra, Dirlik citou Marx, Mao e Dostoiévski. 
Após sua aposentadoria oficial, Dirlik morou em Eugene, Oregon. No outono de 2011, ele ocupou a Cátedra Rajni Kothari em Democracia no Centro para o Estudo das Sociedades em Desenvolvimento em Delhi, Índia. No outono de 2010, ele atuou como Professor Visitante Distinto do Memorial Liang Qichao na Universidade de Tsinghua, Pequim. Ele teve uma breve nomeação como Green Professor na University of British Columbia em fevereiro de 2016.

## Carreira
Dirlik lecionou na Universidade de Duke por trinta anos como professor de história e antropologia antes de se mudar em 2001 para a University of Oregon, onde atuou como Knight Professor of Social Science, Professor de História e Antropologia e Diretor do Center for Critical Theory and Transnational Studies. Posteriormente, ele aceitou uma nomeação de curto prazo como Professor Catedrático de Estudos Chineses.  Ele foi homenageado com docência adjunta distinta no Centro de Teoria Social Marxista da Universidade de Nanjing, na Universidade de Língua e Cultura de Pequim e na Universidade Northwest para Nacionalidades em Lanzhou.

## Posições e críticas
Dirlik falou sobre sua abordagem da história e das questões teóricas da historiografia em uma entrevista de 2002. Como um "historiador praticante" disse Dirlik: "Continuo a praticar a história não apenas porque é uma forma de ganhar a vida, o que é uma consideração importante, mas porque acho que há algum valor e significado para a compreensão histórica." Ele prossegue, dizendo que "também estou chocado com os julgamentos magistrais arbitrários sobre a história encontrados com frequência na literatura contemporânea; uma espécie de licença que o pós-modernismo parece legitimar: uma vez que não podemos saber nada, qualquer pessoa pode falar sobre tudo." 
A entrevista prossegue em uma critica ao campo dos estudos pós-coloniais, que ele abordou em ensaios como "História sem centro? Reflexões sobre o eurocentrismo, "  Prasenjit Duara em 2001 respondeu à acusação de Dirlik de que estudiosos da diáspora do antigo mundo colonial britânico usaram os conceitos de "pós-colonialismo" para se imergirem nas "fortalezas" acadêmicas ocidentais e que eles não representavam o maioria da população em seus antigos países.  Da mesma forma, até mesmo uma revisão simpática do campo se opôs ao definição de Dirlik dos estudiosos pós-coloniais como "agentes do capital". 
Dirlik também criticou o "Consenso de Pequim", que apresenta o modelo de desenvolvimento econômico da China como uma alternativa - especialmente para países em desenvolvimento - ao Consenso de Washington. Dirlik argumentou que esse "modelo de desenvolvimento do Vale do Silício" ignora o fato de que "a exploração da força de trabalho da China por países estrangeiros foi uma parte importante do desenvolvimento chinês".
O relato de Jerry Bentley de 2005 na revista World History fornece um resumo convincente das críticas de Dirlik sobre o campo e sua própria discordância. Dirlik, diz ele, fez uma "crítica desafiadora" ao campo da história mundial, acusando-o de "naturalizar a globalização capitalista ao transformá-la em destino humano" e que as pesquisas do campo "perpetuam o conhecimento eurocentrado,  mesmo quando buscam alternativas às explicações eurocentricas do passado global." Bentley continua que Dirlik identificou problemas genuínos, mas "atrelou sua pesquisa a uma agenda política." Dirlik "exagerou os problemas e generalizou sua crítica", caindo na "armadilha de uma falácia originária", na qual ele "confunde origem com destino", assumindo que os estudos históricos devem inevitavelmente seguir as linhas estabelecidas na fundação. " 

## Publicações selecionadas
Livros
- Dirlik, Arif (1978). Revolution and History: The Origins of Marxist Historiography in China, 1919–1937. Berkeley: University of California Press. ISBN 0520035410
- 1989. The Origins of Chinese Communism, New York: Oxford University Press.
- 1989. "Marxism and the Chinese  Experience:Issues in Chinese Socialism(Armonk, N.Y.: M.E. Sharpe(with Maurice Meisner)
- 1990. Revolution and History: Origins of Marxist Historiography in China, 1919–1937. Berkeley: University of California Press.
- 1991. Anarchism in the Chinese Revolution, Berkeley: University of California Press.
- 1991. Schools into Fields and Factories: Anarchists, the Guomindang, and the National Labor University in Shanghai, 1927–1932, (with Ming Chan). Durham: Duke University Press.
- —— (1993). What Is in a Rim?: Critical Perspectives on the Pacific Region Idea. Boulder, Colo.: Westview Press. ISBN 0813385318
- 1994. After the Revolution: Waking to Global Capitalism, Hanover, NH: Wesleyan University Press.
- 1995. "Asia-Pacific as Space of Cultural  Production,"Durham, NC: Duke University Press (with Rob Wilson)
- 1997. The Postcolonial Aura: Third World Criticism in the Age of Global Capitalism, Boulder: Westview Press.
- 1997. "Critical Perspectives on Mao Zedong Thought," Humanities Press(with Paul Healy and Nick Knight
- 2000. "Postmodernism and China." Duke University Press
- 2000. "History After the Three Worlds," Lanham, MD: Rowman and Littlefield(with Vinay Bahl and Peter Gran)
- 2001. Postmodernity's Histories: The Past as Legacy and Project, Lanham, MD: Rowman and Littlefield.
- 2001. "Places and Politics in the Age of Global Capital," Lanham, MD: Rowman and Littlefield(with Roxann Prazniak)
- 2001. "Chinese on the American Frontier:A Reader," Lanham, MD:Rowman and Littlefield
- 2005. Marxism in the Chinese Revolution, Lanham, MD: Rowman and Littlefield.
- 2006. "Pedagogies of the Global: Knowledge in the Human Interest," Paradigm Press
- 2007. "Global Modernity: Modernity in the Age of Global Capitalism." Paradigm Press
- 2008. "Snapshots of Intellectual Life in Contemporary PR China,"Special issue of boundary 2(35.2)
- 2009. "Kriz, Kimlik, ve Siyaset: Kuresellesme Yazilari"(Crisis, Identity and Politics: Writings on Globalization),Istanbul: Iletisim Publishers
- 2011. "The National Learning Revival," Special issue of China Perspectives,#1
- 2011. "Culture and History in Post-Revolutionary China: The Perspective of Global Modernity"(The Liang Qichao Memorial Lectures),Chinese University of Hong Kong Press
- 2012. "Sociology and Anthropology in Twentieth Century China,"Chinese University of Hong Kong Press
- 2012. "Global Capitalism and the Future of Agrarian Society,"Paradigm Publishers(with Roxann Prazniak and Alexander Woodside)
- 2013. "Quanqiu xiandaixing zhi chuang: Shehui kexue wenji"(Windows on Global Modernity: Social Scientific Essays),Beijing: Zhishi chanquan chuban she
- 2017.  Complicities: The People's Republic of China in Global Capitalism.  Chicago: Prickly Paradigm Press.

Artigos representativos
- "Mirror to Revolution: Early Marxist Images of Chinese History," Journal of Asian Studies, 33, 2(February 1974), pp. 193–223
- "National Development and Social Revolution in Early Chinese Marxist Thought," The China Quarterly, Number 58(April–June 1974), pp. 286–309
- "Mass Movements and the Left Guomindang," Modern China, 1,1(January 1975), pp. 46–74
- "The Ideological Foundations of the New Life Movement: A Study in Counterrevolution," Journal of Asian Studies, 34,4(August 1975), pp. 945–980
- "The Problem of Class Viewpoint versus Historicism in Chinese Historiography," Modern China, 3, 4(October 1977), pp. 465–488
- "Socialism Without Revolution: The Case of Contemporary China, Pacific Affairs, 54, 4(Winter 1981–1982), pp.632–661
- "Chinese Historians and the Marxist Concept of Capitalism: A Critical Examination," Modern China, 8, 1(January 1982), pp. 359–375
- "Spiritual Solutions to Material Problems: The `Socialist Ethics and Courtesy Month'in China," The South Atlantic Quarterly, 81, 4(Autumn 1982), pp. 359–375
- "The Predicament of Marxist Revolutionary Consciousness: Mao Zedong, Antonio Gramsci  and the Reformulation of Marxist Revolutionary Theory," Modern China, 9,2(April 1983), pp. 182–211
- "The New Culture Movement Revisited: Anarchism and the Idea of  Social Revolution in New Culture Thinking," Modern China, 11,3(July 1985), pp. 251–300
- —— (1985). «The Universalisation of a Concept:'Feudalism'to 'Feudalism'in Chinese Marxist Historiography». The Journal of Peasant Studies. 12 (2–3): 197–227. doi:10.1080/03066158508438268
- "Culturalism as Hegemonic Ideology and Liberating Practice," Cultural Critique, Number 6(Spring 1987), pp. 13–50
- "Post-socialism—Reflections on 'Socialism with Chinese Characteristics," The Bulletin of Concerned Asian Scholars, 21, 1(January 1989), pp. 33–  45
- "The Postcolonial Aura: Third World Criticism in the Age of Global   Capitalism," Critical Inquiry, 20.2(Winter 1994), pp. 328–356
- —— (1995). «Confucius in the Borderlands: Global Capitalism and the Reinvention of Confucianism». Boundary 2. 22 (3): 229–273. JSTOR 303728. doi:10.2307/303728
- —— (1996). «Reversals, Ironies, Hegemonies: Notes on the Contemporary Historiography of Modern China». Modern China: 243–284. doi:10.1177/009770049602200301
- "Mao Zedong and 'Chinese Marxism,'" in Indira Mahalingam and Brian Carr(eds), Encyclopedia of Asian Philosophy(Routledge, 1997)
- —— (1996). «Chinese History and the Question of Orientalism». History and Theory. 35 (4): 96–118. JSTOR 2505446. doi:10.2307/2505446
- —— (1999). «Is There History after Eurocentrism?: Globalism, Postcolonialism, and the Disavowal of History». Cultural Critique (42): 1–34. JSTOR 1354590. doi:10.2307/1354590
- "Place-Based Imagination: Globalism and the Politics of Place," Review XXII, 2(Spring 1999)
- —— (1999). «How the Grinch Hijacked Radicalism: Further Thoughts on the Postcolonial». Postcolonial Studies: Culture, Politics, Economy. 2 (2): 149–163. doi:10.1080/13688799989724
- "Globalization as the End and the Beginning of History: The Contradictory Implications of a New Paradigm" (revised version), Rethinking Marxism 12.4(Winter 2000):4–22
- "Markets, Power, Culture: The Making of a `Second Cultural Revolution' in China," Asian Studies Review 25.1(March 2001):1–33
- "Theory, History, Culture: Cultural Identity and the Politics of Theory in Twentieth Century China," in Institute of Modern History(Academia Sinica), China and the World in the Twentieth Century(2001), pp. 95–142
- "Colonialism, Globalization and Culture: Reflections on September 11," Amerasia Journal 27.3(2001): 1–12
- "Postmodernism and Chinese History," boundary 2, 28.3(Fall 2001): 19–60.
- Fuchs, Eckhardt; Stuchtey, Benedikt (2002). «History without a Center? Reflexions on Eurocentrism». Across Cultural Borders: Historiography in Global Perspective. [S.l.]: Rowman & Littlefield. ISBN 978-0-7425-1768-4
- "Women and the Politics of Place: A Comment," Development 45.1 (2002):14–18
- "Modernity as History: Post-revolutionary China, Globalization and the Question of Modernity," Social History Vol.27 No.1 (January 2002):16–39
- "Bringing History Back In: Of Diasporas, Hybridities, Places and Histories," in Elisabeth Mudimbe-Boyi(ed), Beyond Dichotomies: Histories, Identities, Cultures and the Challenge of Globalization (Albany, NY: SUNY Press, 2002), pp. 93–127
- —— (2004). «China's Critical Intelligentsia». New Left Review. New Left Review. 2 (28)

Review of the book One China, Many Paths edited by Chaohua Wang.
- "Empire? Some Thoughts on Colonialism, Culture and Class in the Making of Global Crisis and War in Perpetuity," Interventions Vol. 5 (2)(2003):207–217
- "'Where Do We Go From Here? Marxism, Modernity and Postcolonial Studies," Diaspora 12.3, Winter 2003)
- "Global Modernity? Modernity in an Age of Global Capitalism," European Journal of Social Theory #3 (August 2003):275–292
- —— (2004). «American Studies in the Time of Empire». Comparative American Studies. 2 (3): 287–302. doi:10.1177/1477570004046771
- "Spectres of the Third World: Global Modernity and the End of the Three Worlds," Third World Quarterly, 25.1 (2004): 131–147
- "It is Not Where You Are From, It is Where You Are At: Place-Based Alternatives to Diaspora Discourse," in Jonathan Friedman and Shalini Randeria (ed), World on the Move: Globalization, Migration and Cultural Security (London: IB Tauris, 2004), pp. 141–165
- "Architectures of Global Modernity, Colonialism and Places," Modern Chinese Literature and Culture, 17.1 (Spring 2005): 33–61
- "Globalization and National Development: The Perspective of the Chinese Revolution," in Goran Therborn and Habibul H. Khondkher(ed), Asia and Europe in Globalization: Continents, Regions and Nations (Leiden: EJ Brill, 2006), pp. 123–150
- "Globalization Now and Then: Some Thoughts on Contemporary Readings of Late 19th/Early 20th Century Responses to Modernity," Journal of Modern European History, 4.2 (2006): 137–156
- "Beijing Consensus: Beijing Gongshi: Who Recognizes Whom and to What End," In Yu Keping, Huang Ping, Xie Shuguang and Gao Jian (ed), Zhongguo moshi yu Beijing gongshi_: chaoyue Huashengdun gongshi (China Model and the Beijing Consensus (Beijing: Shehui kexue wenxian chubanshe, 2006), pp. 99–112
- —— (2006). «Performing the World: Reality and Representation in the Making of World History». Journal of World History. 16 (4): 391–410. doi:10.1353/jwh.2006.0016
- —— (2006). «Timespace, Social Space, and the Question of Chinese Culture». Monumenta Serica. 54: 417–433. doi:10.1179/mon.2006.54.1.023
- —, Anarchism, Encyclopædia Britannica.
- "Chinese History and the Question of Orientalism" [reprint], in Edmund Burke and David Prochaska (ed), Genealogies of Orientalism: History, Theory, Politics (Lincoln, NE: University of Nebraska Press, 2008), pp. 384–413
- "Race-Talk, Race and Contemporary Racism," Publication of the Modern Language Association (PMLA), special issue, "Comparative Racialization," 123.5(October 2008): 1363–1379
- "The Past as Legacy and Project: Postcolonial Criticism in the Perspective of Indigenous Historicism," in Kenneth Lincoln (ed), Gathering Native Scholars: UCLA's Forty Years of American Indian Culture and Research (Los Angeles, CA: UCLA American Indian Research Center, 2009): 367–396
- "Asians on the Rim: Transnational Capital and Local Community in the Making of Contemporary Asian America," in Jean Y. W. Shen Wu and T. Chen  (ed), Asian American Studies Now: A Critical Reader (Piscataway, NJ: Rutgers University Press, 2009)
- "Colonialism, Revolution, Development: A Historical Perspective on Citizenship in Political Struggles in Eastern Asia," Development and Society 29.2 (December 2010): 187–210
- "Revisioning Modernity: Modernity in Eurasian Perspectives," Inter-Asia Cultural Studies, 12.2 (2011): 84–305
- "The Idea of a Chinese Model: A Critical Discussion" (expanded edition), China Information, 26.3 (November 2012): 277–302
- with Roxann Prazniak), "Social Justice, Democracy and the Politics of Development: The People's Republic of China in Global Perspective," International Journal of China Studies (Malaysia), 3.3 (December 2012): 285–313.
- "Transnationalization and the University: The Perspective of Global Modernity," boundary 2, 39.3 (Fall 2012): 47–73
- "Thinking Modernity Historically: Is "Alternative Modernity" the Answer?" Asian Review of World Histories, 1.1 (January 2013): 5–44
- "Literary Identity/Cultural Identity: Being Chinese in the Contemporary World," Modern Chinese Literature and Culture (MCLC) Resource Center Publications (September 2013)
- "Developmentalism: A Critique," Interventions, 16.1 (2014): 30–48
- "Asia is rising—but where is it going? Thoughts on an emergent discourse,"  Revista de Cultura, International edition #45 (2014): 12–31